# Okayama (cidade)
Okayama (岡山市 -shi) é uma cidade japonesa localizada na província de Okayama.
Em 2003 a cidade tinha uma população estimada em 633 705 habitantes e uma densidade populacional de 1 234,62 h/km². Tem uma área total de 513,28 km².
Recebeu o estatuto de cidade a 1 de Junho de 1889.
Situa-se na costa do sudoeste da ilha de Honshu.
Em 07 de fevereiro de 2012 um tunel subterraneo caiu deixando 5 mortos.

## Cidades-irmãs
Okayama tem 7 cidades-irmãs pelo mundo:
- São José, Estados Unidos (1957)
- San José, Costa Rica (1969)
- Plovdiv, Bulgária (1972)
- Luoyang, China (1981)
- Bucheon, Coreia do Sul (2002)
- Hsinchu, Taiwan (2003)
- Kanpur, Índia (2005)

## Cidadãos ilustres
- Koan Ogata - Grande médico japonês.
- Nishimura Riki (Ni-ki) - Membro do grupo de K-pop Enhypen.